# Paracornicularia
Paracornicularia bicapillata, és una espècie d'aranya araneomorfa de la subfamília Erigoninae, dins de la família Linyphiidae. És l'únic membre del gènere monotípic Paracornicularia.
Fou descrit per primera vegada per C. R. Crosby i S. C. Bishop l'any 1931,
És un endemisme dels Estats Units.